# Ariko Katō
Ariko Katō (jap. 加藤 有子 Katō Ariko) (ur. 1975) – japońska eseistka, tłumaczka i slawistka. Badaczka polskiej literatury i kultury.

## Życiorys
Napisała pracę licencjacką o „Shoah” Claude’a Lanzmanna. Pracę doktorską na temat prozy i dzieł artystycznych Brunona Schulza obroniła na Uniwersytecie Tokijskim. Studiowała na Uniwersytecie Warszawskim jako stypendystka Fundacji Heiwa Nakajima i na Uniwersytecie Jagiellońskim jako stypendystka rządu polskiego.
Jest autorką m.in. antologii japońskich schulzologów i artystów „Świat Brunona Schulza” (Yokama, 2013 r.), publikacji Brunona Schulza. Tłumaczyła na język japoński m.in. Medaliony Zofii Nałkowskiej oraz Akacje kwitną Debory Vogel. Jej zainteresowania obejmują międzywojenną literaturę i sztuki awangardowe, wielokulturowość w dawnej Galicji oraz reprezentacje Holokaustu i II wojny światowej w literaturze i sztuce. Po uzyskaniu grantu z Japan Society for the Promotion of Science w latach 2016–2017 była na stażu naukowym w Instytucie Badań Literackich Polskiej Akademii Nauki. Natomiast w Polsce przebywała z racji przydzielonego stypendium, badając polskie upamiętnienia Holokaustu.

## Dydaktyka
Wykłada na Uniwersytecie Studiów Międzynarodowych w Nagoi.

## Publikacje naukowe
- Bruno Schulz, modernista z Drohobycza. Księga, obraz, tekst, (tłum. Anna Trzaska), Warszawa: Instytut Badań Literackich PAN, 2023.
- Znaczki, mapa i władca: postkolonialna wizja Brunona Schulza, "Konteksty" 2019/1-2, s. 175–178.
- Dialekty i kobiety w powojennej literaturze japońskiej. Powieść Raj w morzu smutku. Dyskursy, w dyskursach. Szkice o krytyce i literaturze lat ostatnych (Wielkopolska Biblioteka Poezji tom 39, Poznań), 2019 r., s. 78–91.
- Adaptacja prozy Brunona Schulza w komiksie rodzeństwa Nishioka, "Schulz / Forum" 9, 2017 r. s. 147–150.
- Świat Brunona Schulza (The world of Bruno Schulz), 2013 r.
- Bruno Schulz. Z Oczu do Rąk, 2012 r. (za którą otrzymała nagrodę Award of the Association for Studies of Culture and Representation in Japan.)
- Nieznana wersja Palę Paryż Brunona Schulza. Polonistyka na początku XXI wieku: Diagnozy, koncepcje, perspektywy. Tom 1. Literatura Polska i perspektywy nowej humanistyki, Katowice: Wydawnictwo Universytetu Śląskiego, 2018, s. 452–465.
- Motyw deformacji w prozie Brunona Schulza: mężczyzna, kobieta, sztuka, "Kresy" 59, 2004 r. s. 132–139.

## Tłumaczenia
- Akacje kwitną: montaże, autor: Debora Vogel, ilustracje: Henryk Streng (Marek Włodarski), tłumaczenie: Ariko Katō (częściowo tłumaczenie z języka jidysz; dostała nominację Best Translation Prize in Japan in 2020), 2018.
- Medaliony, autor: Zofia Nałkowska, 2015.